# Trichinopus flavipennis
Trichinopus flavipennis är en skalbaggsart som beskrevs av Waterhouse 1875. Trichinopus flavipennis ingår i släktet Trichinopus och familjen Melolonthidae. Inga underarter finns listade i Catalogue of Life.